# Народний музей історії Краснопільського району
Народний музей історії Краснопільського району — районний краєзнавчий музей у смт Краснопілля Краснопільського району Сумської області.
Це культурно-освітній заклад смт та району, що розповідає про історико-культурний та соціально-економічний розвиток Краснопільщини. Він розташований в одній із будівель на вулиці Низинівській, смт Краснопілля — 42400 (Сумська область, Україна). Має 4056 експонатів — пам'яток і предметів історії, археології, природознавства, етнографії і культури.
Створений у грудні 1985 р. У 1994 р. музею присвоєно звання «народний».
Експозиція розташована в чотирьох залах. Зібрано 1027 експонатів основного фонду, 3029 перебувають на збереженні. Особлива роль в експозиції відведена відомим уродженцям краю, зокрема Павлу Грабовському, Петру Соколенку, Леоніду Жаботинському.